# ای‌جی‌بی‌او
شرکت AGBO توسط برادران رسو در کالیفرنیا آمریکا بنیان گذاشته شده‌است این شرکت برای تولید فیلم استخراج و مرد خاکستری معروف شده‌است. تعداد کارکنانش ۴۱ نفر تخمین زده شده‌است. در صنعت سرگرمی خصوصاً در تلویزیون و سینما، معروف است دو فیلم آنها یعنی استخراج و مرد خاکستری برای توزیع توسط نت فلیکس آماده شده‌اند. مرد خاکستری جز ان دسته از فیلم‌های پر هزینه نت فلیکس است. استخراج برای قسمت دوم هم تمدید شده‌است.
همچنین یک اسپین آف ویک دنباله نیز برای مرد خاکستری درحال توسعه و ساخت است.

## فیلم‌ها
| سال  | عنوان                                 | کارگردان                |
| ---- | ------------------------------------- | ----------------------- |
| ۲۰۱۸ | ملت ترور                              | سام لوینسون             |
| ۲۰۱۹ | ۲۱ پل                                 | برایان کرک              |
| ۲۰۱۹ | موصل                                  | ماتیو مایکل کارنهان     |
| ۲۰۲۰ | یادگار                                | ناتالی اریکا جیمز       |
| ۲۰۲۰ | استخراج                               | سم هارگریو              |
| ۲۰۲۱ | چری                                   | برادران روسو            |
| ۲۰۲۲ | همه چیز همه جا به یکباره              | دنیل کوان و دنیل شاینرت |
| ۲۰۲۲ | مرد خاکستری                           | برادران روسو            |
| ۲۰۲۳ | استخراج ۲                             | سم هارگریو              |
| ۲۰۲۳ | همه سرگرمی و بازیها                   | آری کاستا و ارن سلبوغلو |
| ۲۰۲۴ | الکتریک استیت                         | برادران روسو            |
| TBA  | پولترگایست                            | TBA                     |
| TBA  | نبرد سیارات                           | TBA                     |
| TBA  | ماجرای توماس کراون                    | TBA                     |
| TBA  | آخرین نئاندرتال                       | TBA                     |
| TBA  | فیلم بدون نام رسوایی کمبریج آنالیتیکا | مت شکمن                 |
| TBA  | فیلم بدون عنوان سرقت                  | نوآ هاولی               |
| TBA  | هرکول                                 | گای ریچی                |
| TBA  | بادیگارد سایگون                       | TBA                     |
| TBA  | سوپرفیوژ                              | TBA                     |
| TBA  | راز نیمح                              | جیمز مادیگان            |
| TBA  | نجواگر                                | TBA                     |
| TBA  | تحت پوشش                              | TBA                     |

## سریال ها
| سال  | نام                         | سازنده(گان)                     | پخش کننده     |
| ---- | --------------------------- | ------------------------------- | ------------- |
| ۲۰۱۹ | کلاس مرگبار                 | ریک رمندر و مایلز اوریون فلدسوت | سای فای       |
| ۲۰۱۹ | دنیای خطرناک کمدی لری چارلز | لری چارلز                       | نتفلیکس       |
| ۲۰۲۲ | از جانب                     | جان گریفین                      | ام‌جی‌ام+       |
| ۲۰۲۳ | سیتادل                      | جاش آپلبام و برایان اوه         | آمازون پرایم  |
| TBA  | گریم جک                     | کوین مورفی                      | آمازون پرایم  |
| TBA  | متفکر                       | کریستی ویلسون-کرنز              | آمازون پرایم  |
| TBA  | جنگجویان                    | فرانک بالدوین                   | پارامونت پلاس |